# Freeride (Mountainbike)
Freeride bezeichnet im Mountainbikesport einen Fahrstil der auf das technisch anspruchsvolle Fahren, mit einem besonderen Augenmerk auf möglichst flüssiger und stylischer Fahrweise, welche in jeder möglichen Kombination steile Bergab-Passagen, Sprünge mit diversen Tricks aus dem Dirtjump/Slopestyle, setzt. Freeriden setzt eine ausgeprägte Körper- und Bikebeherrschung voraus. Das Tragen von Integralhelm und Protektoren ist vor allem bei Freeride-Mountainbikern üblich.

Downhill-Bike Kraftstoff F1

## Geschichte
Die Geburtsstätte des Freeridens liegt in Whistler B. C. (Kanada) und bei Vancouver an der sogenannten North Shore. Hier wurden – beeinflusst durch die Holzkonstruktionen des West Coast Trails – die ersten Holzkonstruktionen gebaut, die heute als North-Shore-Trails bekannt sind und weltweit als künstliche Holzaufbauten in Bikeparks Anwendung finden. In Whistler, in dem jedes Jahr die Slopestyle-Rennveranstaltung Crankworx abgehalten wird, existiert nun schon seit mehr als 10 Jahren der größte Bikepark der Welt.
In den Jahren 1999 bis ca. 2004 wurde Big-Mountain-Freeriden noch stark durch Kriterien wie die höchsten Sprünge (Drops) und die gefährlichsten Runs auf abgesperrten Wettkampfstrecken definiert. Der Sport wurde in dieser Zeit durch Events wie die Red Bull-Rampage in Utah, USA geprägt und gefördert. Wichtige Vertreter dieses ersten Trends waren die Kanadier Wade Simmons (auch als "Godfather of Freeride" (deutsch: Pate des Freeridens) bekannt), Ritchie Schley, Brett Tippie, Bobby Root, Darren Berrecloth, Robbie Bourdon, Tyler Klaasen, Cédric Gracia und Thomas Vanderham. Sie sind für ihre Auftritte in Szenefilmen wie New World Disorder und Kranked bekannt. Dann aber kam der New-School-Trend, der technisches Fahren mit schwierigen BMX-Tricks, wie z. B. Tailwhip, Backflip oder einem 360 (Three Sixty), und mit Drops von bis zu zehn Metern kombiniert. Die Szene entwickelte sich weiter und Tricks im freien Gelände, im Wald und auf Bergen etc. etablierten sich. Aus dieser Bewegung entstand der Slopestyle, der vom Snowboarden her bekannt war. Der Franzose Cédric Gracia war der erfolgreiche Freerider in Europa, überhaupt war Frankreich die erste Europäische Nation die im Freeriden erfolgreich war. Cédric Gracia gewann 2003 die Red-Bull Rampage den extremsten Wettkampf der Szene. Neben ihm ist Nicolas Vouilloz der erfolgreichste Downhiller der Geschichte. Er wurde zehnmal Gesamtweltcupsieger. Der jüngste Star ist Yannick Granieri, er stellte einen Weltrekord auf mit einem Backflip über 25 Meter und war ebenfalls der erfolgreichste Europäer bei der ersten Freeride Mountain Bike Worldtour (FMB) 2010. Dort belegte er Platz 4 hinter Darren Berrecloth, Brandon Semenuk und dem Sieger Cameron Zink.
Bei Slopestyle-Contests wie dem Adidas-Slopestyle in Saalbach-Hinterglemm (Österreich) teilt sich das Fahrerfeld meist in genau diese Sparten auf. Den Freeride-Part übernehmen dabei Fully-Fahrer wie Darren Berrecloth und den Dirt-Jump-Part Hardtail-Rider wie Aaron Chase. Somit bietet die Abteilung Slopestyle die Symbiose aus den zwei sehr unterschiedlichen Arten Freeride zu fahren.

## Arten

### Freeride
Freeride Extreme ist eine Mountainbike-Sportart, bei der es vor allem um extreme Tricks geht. Durch waghalsige Sprünge und Manöver wird das Material sehr beansprucht.
Bekannte Vertreter dieser Sportart sind Josh Bender, Darren Berrecloth, Brandon Semenuk, Kurtis Sorge und Cam McCaul. Josh Bender versuchte mit seinem Bike einen 17 m tiefen Drop, scheiterte jedoch auf Grund der harten Landung am weichen Untergrund.

### Urban Freeride

#### Namensgebung
Urban [erban] = Urban – Städtisch (von lat. urbs = Stadt)
Freeride = Free (Frei) Ride (Fahrzeug oder reiten) sozusagen „Freie Fahrt“.
Urban Freeride heißt somit in etwa „Freie Fahrt in der Stadt“.
Hierunter versteht man, die streckenlose Fahrt durch eine urbane Umgebung mit der Einbindung von Treppen, Absätzen, Mauern und allen möglichen Hindernissen als zu überwindendes Element.

### Bikebergsteigen
Bikebergsteiger versuchen mit ihrem Fahrrad alpines Gelände auch abseits von gut ausgebauten Wegen zu befahren. Dabei wird das mehrstündige Tragen des Fahrrades in Kauf genommen, ebenso wie steile, ausgesetzte, verblockte Abfahrten mit schwierigem Untergrund und engen Kehren. Im Zentrum steht dabei das Bergerlebnis, ähnlich dem Skibergsteigen im Winter.
Eine besondere Fahrtechnik des Bikebergsteigens ist das genau dosierte Hinterradversetzen mit einer Drehung um das Vorderrad, um das Manövrieren in steilen und engen, bisweilen stark verblockten Bergabserpentinen zu ermöglichen.
Da sich Bikebergsteiger in sensiblem Gelände bewegen, wurde ein entsprechender Verhaltenskodex ausgearbeitet.

## Material
Da Freeride einen Fahrstil und keine spezifische Mountainbike-Kategorie beschreibt können hierfür eigentlich alle abfahrtsorientierten Fahrräder verwendet werden, üblich sind jedoch Downhiller oder Enduro/Superenduro-Bikes.
Einige Hersteller verkaufen auch explizierte Freeridebikes. Vertreter hiervon sind beispielsweise Propain, Young Talent oder Canyon. Bei diesen handelt es sich meist um Enduros mit einem Federweg von rund 180 mm und 12-fach-Schaltung, um das Bergauffahren zu erleichtern.
Das Freeride Extreme-Mountainbike muss hierbei besonders stabil sein und ist vollgefedert Die Komponenten müssen für härtere Gangart ausgelegt sein um Verletzungen durch das Versagen von Teilen zu verhindern. Die Räder haben heutzutage meist ein Gewicht von ca. 15–18 kg und haben vorne bis zu 200 mm und hinten 180 bis 200 mm Federweg. Die Federelemente bedienen sich meist der Stahlfedertechnik mit Öldämpfung. Luftfederelemente, die leichter sind, werden auch im Freeride/Downhill Sport immer beliebter. Gebremst wird mit hydraulischen Scheibenbremsen, deren Scheiben vorne meistens 203 mm (immer öfter auch 223) Durchmesser haben und hinten in der Regel 203 oder 180 mm, in manchen Fällen sogar bis zu 230 mm (Ausnahmen) mit speziellen "Alpine Kit"-Rotoren und Bremssatteladaptern.

## Events
Die bisher größten Events in Europa waren Ride to the Lake im September 2004 in Meersburg am Bodensee und der District Ride in Nürnberg im September 2005.
Der District Ride in Nürnberg fand bisher bereits sechsmal statt: September 2005, August 2006, September 2011, September 2014, September 2017 und September 2022 und ist eines der wichtigsten Sportereignisse der Stadt. Ein hochkarätiges Feld von Fahrern startet mit einem Sprung von den Zinnen der Kaiserburg und fährt über künstliche Hindernisse mitten durch die Nürnberger Altstadt. Ziel ist der Hauptmarkt, wo vom Rathaus aus dem Büro des Bürgermeisters über eine Schanze Looping-Sprünge gezeigt werden. Für die Fahrer geht es um ein Preisgeld von 20.000 Euro, für die Besucher ist das Ereignis kostenlos. Der nächste District Ride in Nürnberg sollte im September 2020 stattfinden, ist jedoch wegen der COVID-19-Pandemie ausgefallen.
In Meersburg traten 40 Fahrer auf einer Strecke von 1000 m und 150 Höhenmetern gegeneinander an. Das Preisgeld betrug 20.000 Euro.
Immer populärer werden auch Veranstaltungen, bei denen mit Massenstart bergab gefahren wird. Hier sind meist neben den Profis auch Amateure startberechtigt.
Zu Saisonende gibt es jedes Jahr eines der größten Freeride-Events in Virgin/Utah die RedBull Rampage. Hierbei fahren die Profis die waghalsigen Abhänge mit Sprüngen und Tricks herunter.
| Titel            | Jahr | Ort       | Zuschauer |
| ---------------- | ---- | --------- | --------- |
| Ride to the Lake | 2004 | Meersburg |           |
| District Ride    | 2005 | Nürnberg  | 40.000    |
| District Ride    | 2006 | Nürnberg  | 40.000    |
| District Ride    | 2011 | Nürnberg  | 60.000    |
| District Ride    | 2014 | Nürnberg  | 62.000    |
| District Ride    | 2017 | Nürnberg  | 100.000   |